# دانگ‌فنگ فنگ‌شینگ اس۵۰
دانگ‌فنگ فنگ‌شینگ اس۵۰ یک سدان کامپکت است که توسط دانگ‌فنگ موتور تولید می‌شود.

## بررسی اجمالی

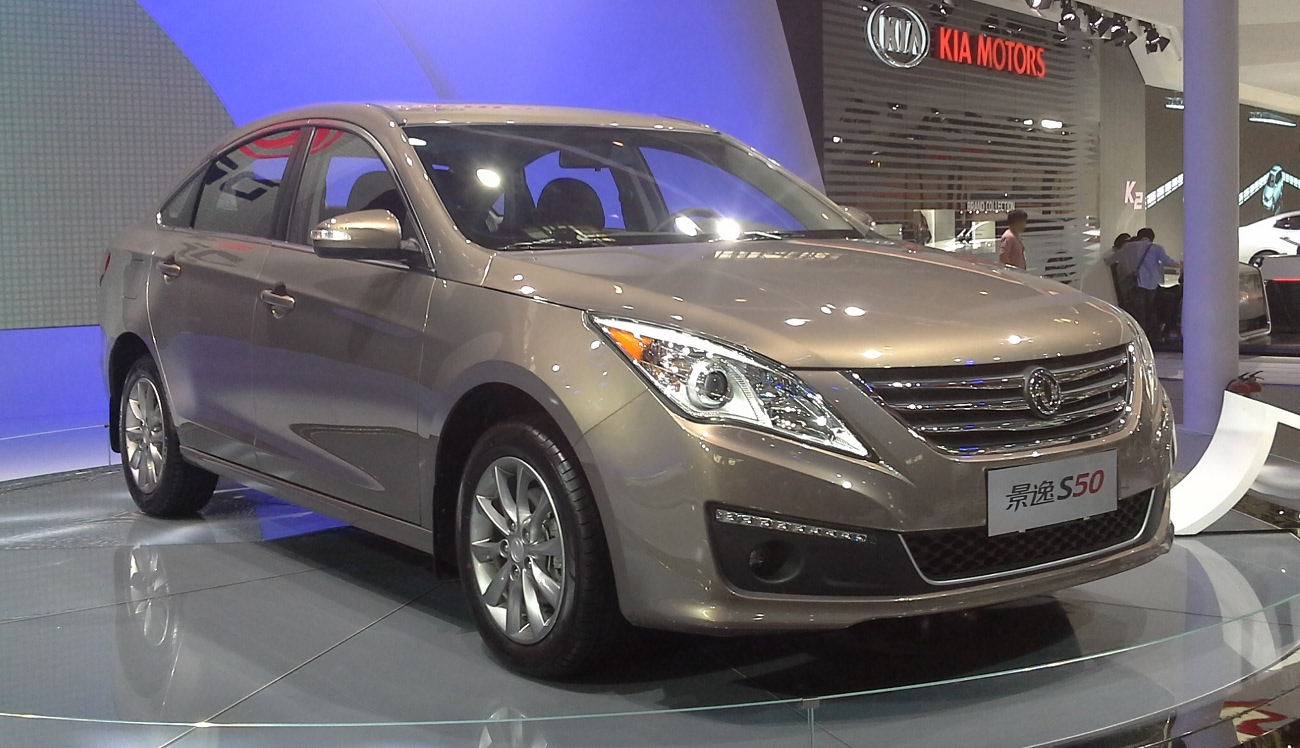
دانگ‌فنگ فنگ‌شینگ اس۵۰ (جلو)
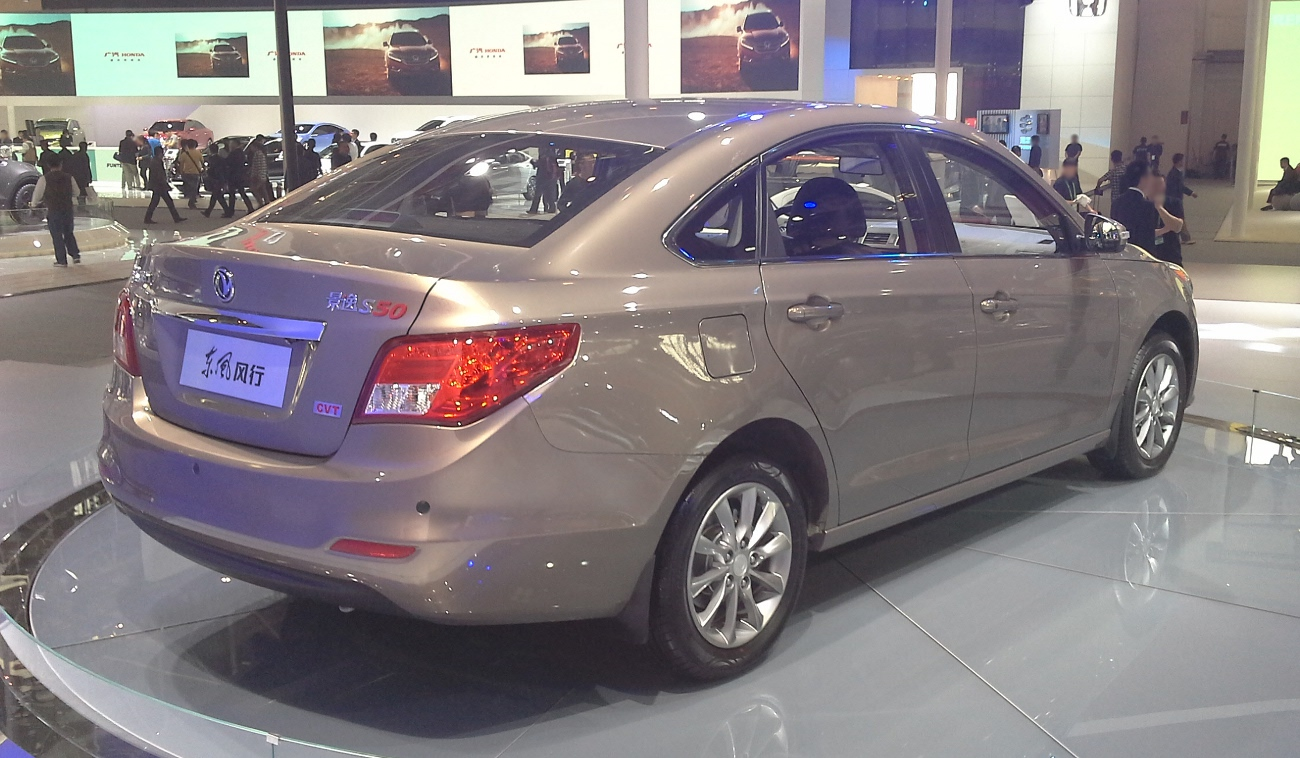
دانگ‌فنگ فنگ‌شینگ اس۵۰ (عقب)

### فیس‌لیفت
از سال ۲۰۱۵، اخبار مربوط به فیس‌لیفت اس۵۰ با موتورهای جدید منتشر شد. سدان فنگ‌شینگ اس۵۰ با یک موتور ۲٫۰ لیتری بنزینی ۱۴۷ اسب بخاری است تولید شده‌است.

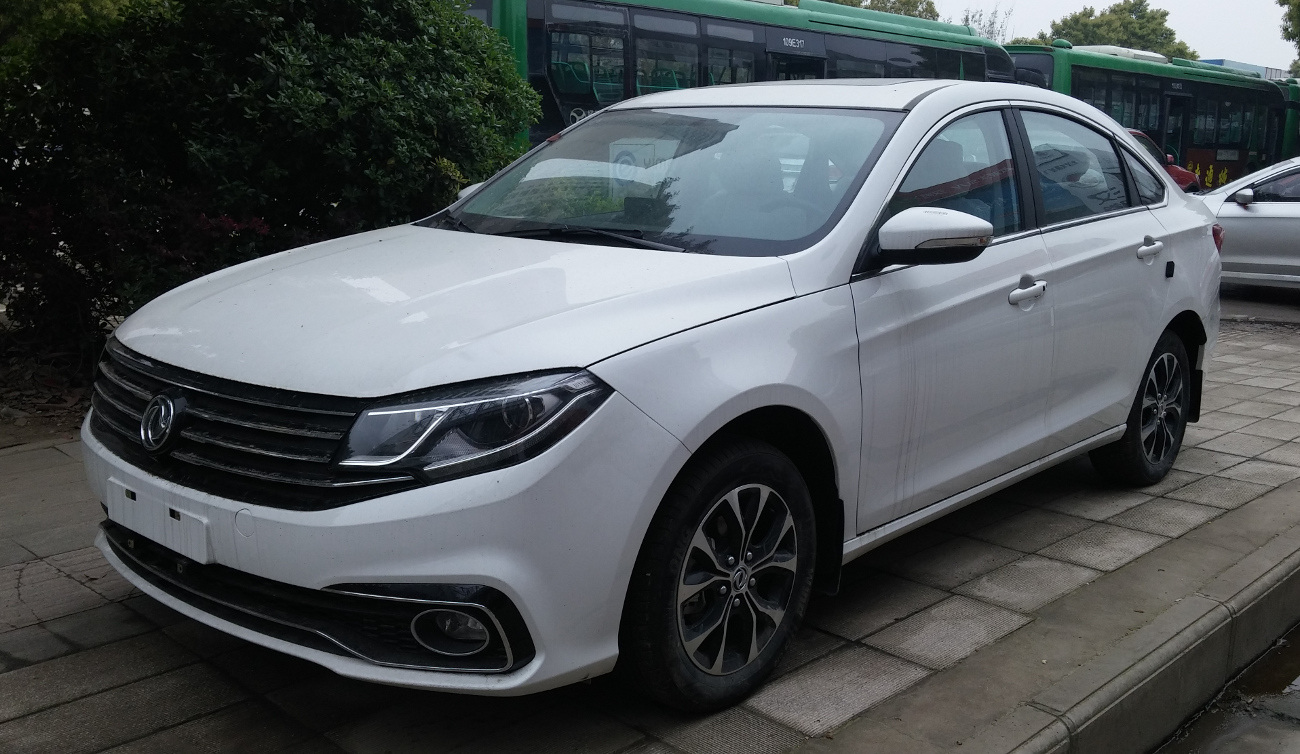
فیس‌لیفت دانگ‌فنگ فنگ‌شینگ اس۵۰ (جلو)
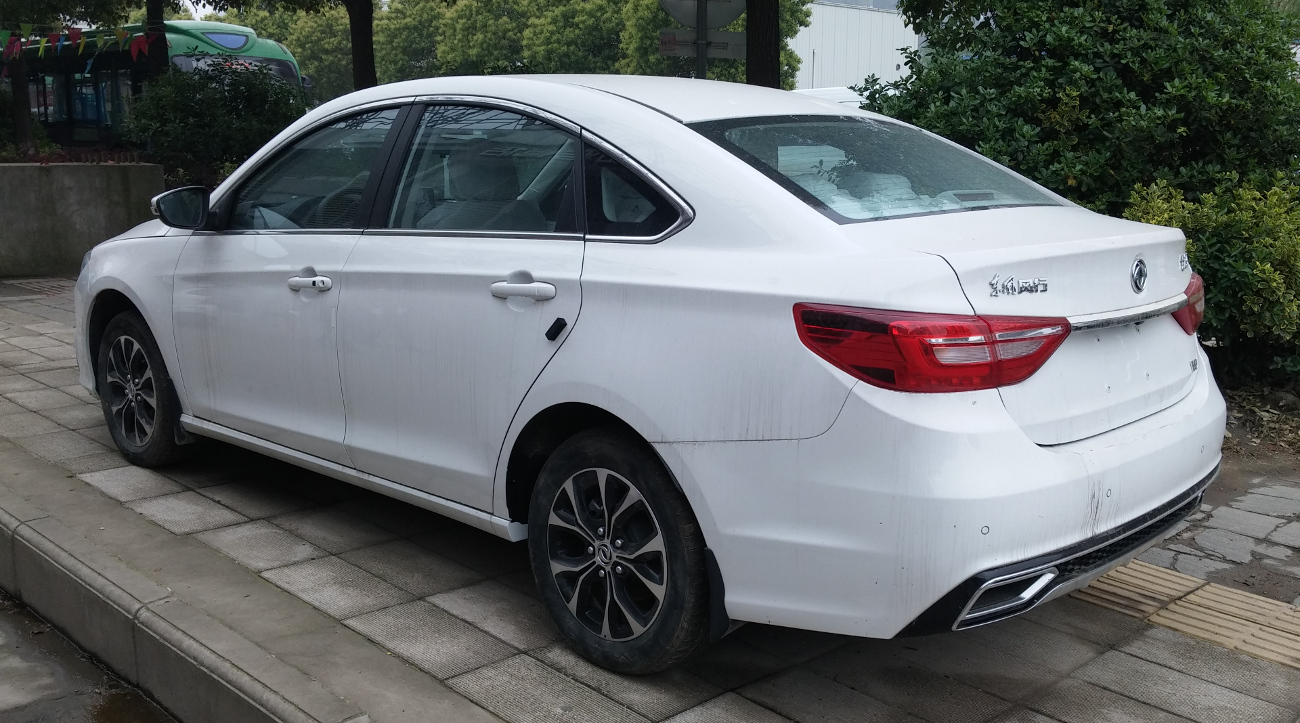
فیس‌لیفت دانگ‌فنگ فنگ‌شینگ اس۵۰ (عقب)
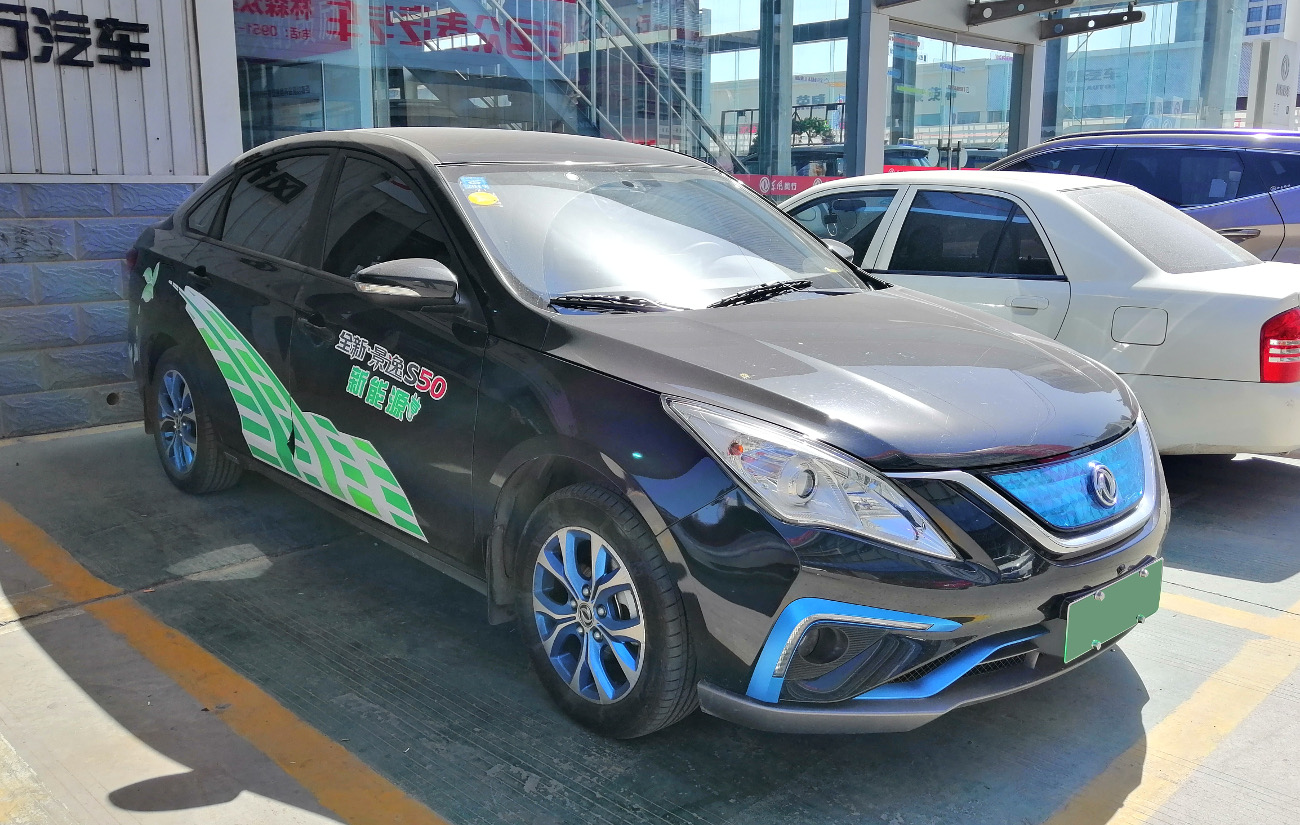
دانگ فنگ فنگ‌شینگ اس۵۰ ای‌وی ۲۰۱۹ (جلو)
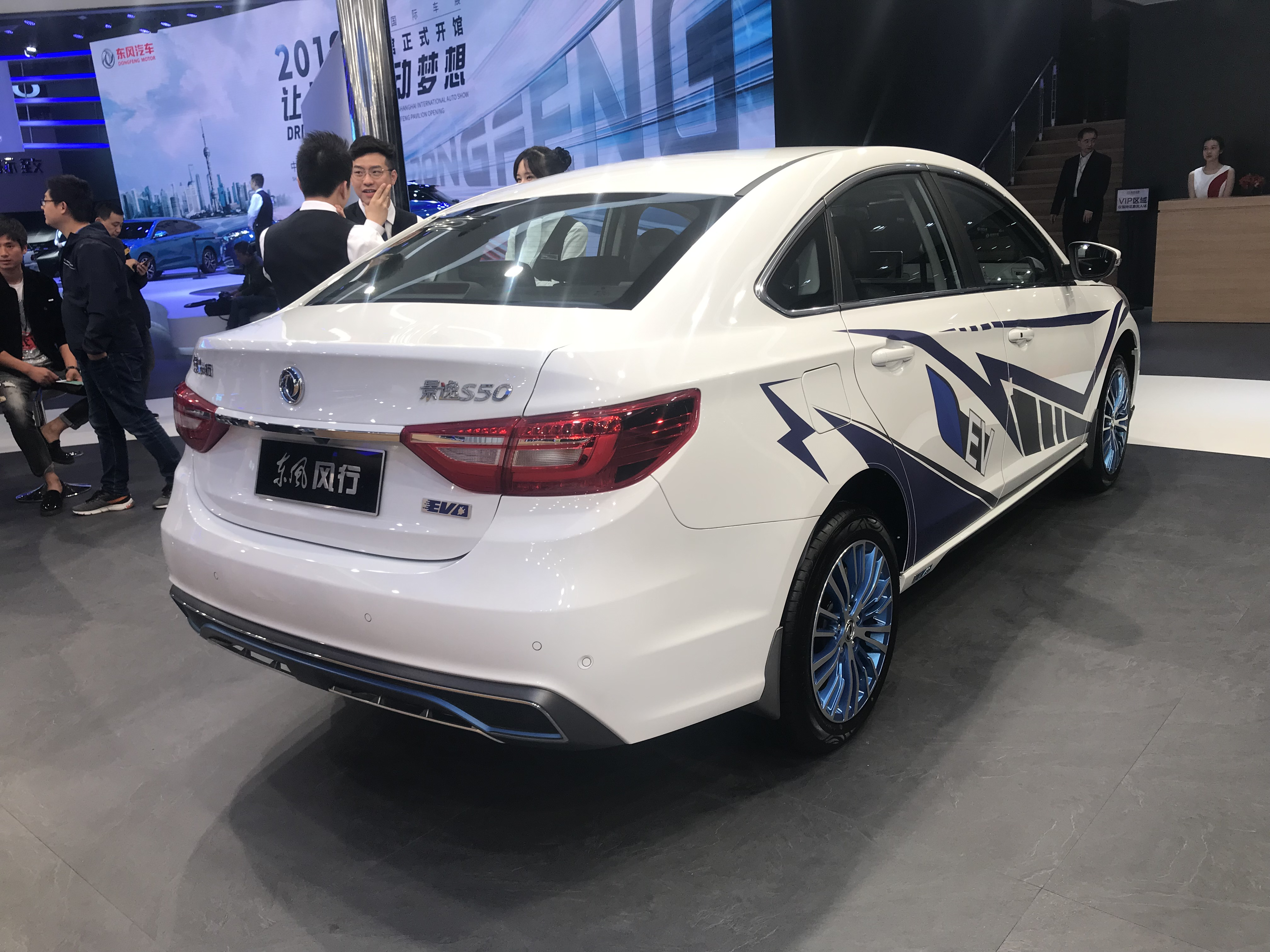
دانگ فنگ فنگ‌شینگ اس۵۰ ای‌وی ۲۰۱۹ (عقب)